# الجدول الزمني لحقوق المرأة في الولايات المتحدة (بخلاف حق التصويت)
يمثل الجدول الزمني لحقوق المرأة في الولايات المتحدة الأمريكية (بخلاف حق التصويت) التغييرات والإصلاحات القانونية الرسمية المتعلقة بحقوق المرأة في الولايات المتحدة الأمريكية بما في ذلك الإصلاحات القانونية الفعلية وكذلك تغييرات رسمية أخرى، مثل الإصلاحات المتمثلة بالتفسيرات الجديدة للقوانين بموجب القوانين السابقة. للاطلاع على هذه المعلومات، داخل الولايات المتحدة وخارجها، انظر الجدول الزمني للحقوق القانونية للمرأة (بخلاف التصويت). لم يدرج الحق في التصويت في هذا الخط الزمني، وللاطلاع عليه انظر الجدول الزمني لإعطاء المرأة الحق في التصويت في الولايات المتحدة الأمريكية. لا يتطرق هذا الجدول الزمني أيضًا للتغيرات والأحداث الأيديولجية ضمن الحركة النسوية وحركة معاداة النسوية في الولايات المتحدة الأمريكية، وللاطلاع عليها انظر: الجدول الزمني للحركة النسوية في الولايات المتحدة الأمريكية.

## قبل القرن التاسع عشر
عام 1641
- ماساتشوستس: أعلنت هيئة الحريات التابعة لمستعمرة خليج ماساتشوستس في عام 1641 أن المرأة المتزوجة يجب أن تكون «متحررة من أي عقوبات جسدية أو عمليات جلد يفرضها عليها زوجها».[1]

عام 1662
- مستعمرة فرجينيا: أصدرت مستعمرة فرجينيا قانوقًا يتضمن مبدأ النسل يتبع الرحم (partus sequitur ventrem) الذي ينضوي على فرض العبودية على أطفال الأمهات المستعبدات بغض النظر عن عرق والدهم أو مكانته. تعارض هذا المبدأ مع القانون العام الإنجليزي للمواطنين الإنجليز الذي يفرض التعامل مع الطفل بحسب مكانة والده.[2][3]

عام 1664
- ماريلاند: فرضت ولاية ماريلاند على أي امرأة إنجليزية متزوجة من مستعبدٍ أن تكون مستعبدة عند سيد زوجها.[4]

عام 1718
- مقاطعة بنسلفانيا (ولاية بنسلفانيا الأمريكية اليوم): إقرار قانون يسمح للنساء المتزوجات بامتلاك وإدارة الممتلكات باسمهن في حالة عجز الزوج.[5]

## القرن التاسع عشر
1820- 1900
- فرض حظر على معظم عمليات الإجهاض في الولايات المتحدة الأمريكية بصفة رئيسية من خلال جهود الأطباء في الجمعية الطبية الأمريكية وجهود المشرعين.[6]

عام 1821
- ولاية مين: السماح للمرأة المتزوجة بامتلاك وإدارة الممتلكات في حالة عجز الزوج.
- ولاية كونيكتيكت: إقرار قانون يستهدف الصيادلة الذين يبيعون «السموم» للنساء لأغراض الإجهاض.[7]

عام 1827
- ولاية إلينوي: فرض قانون ولاية إلينوي لعام 1827 الذي يحظر بيع العقاقير التي قد تؤدي للإجهاض، ويصنفها على أنها «سموم». وكان قانون عام 1827 أول قانون في البلاد يفرض عقوبات جنائية على المدانين بجنح مرتبطة بالإجهاض في مرحلة الحمل السابقة لتحسس تحركات الجنين.[8]
- نيويورك: صدور أول قانون يجرم الإجهاض في ولاية نيويورك. وصف هذا القانون عمليات الإجهاض في المرحلة اللاحقة لتحسس حركات الجنين بالجناية، وسمى عمليات الإجهاض قبل تحسس حركات الجنين جنحة.

عام 1829
- نيويورك: سمى المشرعون في الولاية الإجهاض في المرحلة اللاحقة لتحسس حركات الجنين جناية، وسمى عمليات الإجهاض قبل تحسس حركات الجنين جنحة.[9]

عام 1835
- ولاية آركنسا: السماح للمرأة المتزوجة بالتملك باسمها (دون إمكانية التحكم بالممتلكات).
- ولاية ماساتشوستس: السماح للمرأة المتزوجة بامتلاك وإدارة المملتلكات باسمها في حال عجز الزوج.
- ولاية تينيسي: السماح للمرأة المتزوجة بامتلاك وإدارة الممتلكات باسمها في حال عجز الزوج.[10]

عام 1839
- ولاية مسيسيبي: إقرار قانون ملكية النساء المتزوجات لعام 1839 الذي يعطي المرأة الحق في التملك باسمها (دون إمكانية التحكم بالممتلكات).[11]

عام 1840
- ولاية مين: السماح للمرأة المتزوجة بالتملك باسمها (دون إمكانية التحكم بالممتلكات).

عام 1841
- ولاية ماريلاند: السماح للمرأة المتزوجة بالتملك باسمها (دون إمكانية التحكم بالممتلكات).

عام 1842
- ولاية نيو هامبشير: السماح للمرأة المتزوجة بامتلاك وإدارة الممتلكات باسمها في حال عجز الزوج.[12]

عام 1843
- ولاية كنتاكي: السماح للمرأة المتزوجة بامتلاك وإدارة الممتلكات باسمها في حال عجز الزوج.

عام 1844
- ولاية مين: إقرار قوانين تسمح للمرأة المتزوجة بامتلاك الأموال بشكل منفصل عن زوجها.
- ولاية مين: إقرار السماح للنساء المتزوجات بالحصول على تصاريح تجارية.
- ولاية ماساتشوستس: إقرار قوانين تعطي المرأة المتزوجة حق الحصول على الأموال وامتلاكها والتصرف بها بشكل منفصل عن زوجها.

عام 1845
- ولاية نيويورك: منح المرأة المتزوجة حقوق الترخيص.
- ولاية نيويورك: إصدار قانون ينص على إمكانية معاقبة النساء المُجهِضات بالسجن لمدة ثلاثة أشهر إلى سنة، وأصبحت نيويورك بذلك واحدة من الولايات الأمريكية القليلة التي فرضت قوانين لمعاقبة النساء المُجهِضات.[13]
- ولاية فلوريدا: السماح للمرأة المتزوجة بالتملك باسمها (دون إمكانية التحكم بالممتلكات).

عام 1846
- ولاية ألاباما: السماح للمرأة المتزوجة بالتملك باسمها (دون إمكانية التحكم بالممتلكات).
- ولاية كنتاكي: السماح للمرأة المتزوجة بالتملك باسمها (دون إمكانية التحكم بالممتلكات).
- ولاية أوهايو: السماح للمرأة المتزوجة بالتملك باسمها (دون إمكانية التحكم بالممتلكات).
- ولاية ميشيغان: السماح للمرأة المتزوجة بالتملك وإدارة الممتلكات باسمها في حال عجز الزوج.[14]

عام 1848
- ولاية نيويورك: منح قانون الملكية المرأة المتزوجة الحق بالحصول على الأموال وامتلاكها والتصرف بها بشكل منفصل عن زوجها.
- ولاية بنسلفانيا: منح المرأة المتزوجة الحق بالحصول على الأموال وامتلاكها والتصرف بها بشكل منفصل عن زوجها.
- ولاية رود آيلاند: منح المرأة المتزوجة الحق بالحصول على الأموال وامتلاكها والتصرف بها بشكل منفصل عن زوجها.

عام 1849
- ولاية ألاباما: السماح للمرأة المتزوجة بالتملك وإدارة الممتلكات باسمها في حال عجز الزوج.
- ولاية كونيكتيكت: السماح للمرأة المتزوجة بالتملك وإدارة الممتلكات باسمها في حال عجز الزوج
- ولاية ميزوري: السماح للمرأة المتزوجة بالتملك باسمها (دون إمكانية التحكم بالممتلكات).
- ولاية كارولينا الجنوبية: السماح للمرأة المتزوجة بالتملك باسمها (دون إمكانية التحكم بالممتلكات).

### الفترة بين عامي 1850-1874
خمسينيات القرن التاسع عشر:
- ولاية إلينوي: عندما افتتحت إلينوي أول مستشفى للأمراض العقلية في عام 1851، أقر المجلس التشريعي للولاية قانونًا عُدل فيما بعد بغضون عامين اثنين بحيث أصبح من الضروري عقد جلسة استماعية لأي شخص، رجلًا كان أم امرأة، قبل احتجازه/ها بصورة غير إرادية مع وجود استثناء واحد يقضي بالسماح للزوج بالموافقة على احتجاز زوجته علنية دون موافقتها ودون حصولها على جلسة استماع علنية.

عام 1850
- ولاية كاليفورنيا: منح المرأة المتزوجة الحق بالحصول على الأموال وامتلاكها والتصرف بها بشكل منفصل عن زوجها.
- ولاية ويسكونسون: منح قانون ملكية المرأة المتزوجة المرأة المتزوجة الحق بامتلاك الأموال والتصرف بها بشكل منفصل عن زوجها.
- ولاية أوريغن: السماح للنساء غير المتزوجات بتملك الأراضي.
- ولاية تينيسي: أصبحت تينيسي في عام 1850 أول ولاية أمريكية تحظر صراحة ضرب الزوجة.

عام 1852
- ولاية نيوجيرسي: منح المرأة المتزوجة الحق بالحصول على الأموال وامتلاكها والتصرف بها بشكل منفصل عن زوجها.
- ولاية إنديانا: السماح للمرأة المتزوجة بالتملك باسمها (دون إمكانية التحكم بالممتلكات).
- ولاية ويسكونسون: السماح للمرأة المتزوجة بالتملك وإدارة الممتلكات باسمها في حال عجز الزوج.

عام 1854
- ولاية ماساتشوستس: منح المرأة المتزوجة الحق بالحصول على الأموال وامتلاكها والتصرف بها بشكل منفصل عن زوجها.

عام 1855
- ولاية ميشيغان: منح المرأة المتزوجة حق الحصول على الأموال وامتلاكها والتصرف بها بشكل منفصل عن زوجها.
- ولاية كونيكتيكت: منح المرأة المتزوجة حقوق الترخيص.
- ولاية مين: منح المرأة المتزوجة الحق بالتحكم في دخلها الخاص المكتسب.
- ولاية أوريغون: السماح للمرأة المتزوجة بالتملك باسمها (دون إمكانية التحكم بالممتلكات).
- ولاية أوريغون: السماح للمرأة المتزوجة بالتملك وإدارة الممتلكات باسمها في حال عجز الزوج.

عام 1859
- ولاية كانساس: منح قانون ملكية المرأة المتزوجة المرأة المتزوجة الحق بالحصول على الأموال وامتلاكها والتصرف بها بشكل منفصل عن زوجها.

عام 1860
- ولاية نيويورك: إصدار قانون ملكية المرأة المتزوجة لعام 1860 في نيويورك. ومنح المرأة المتزوجة الحق بالتحكم بدخلها الخاص.
- ولاية ماريلاند: منح المرأة المتزوجة حق الحصول على الأموال وامتلاكها والتصرف بها بشكل منفصل عن زوجها.
- ولاية ماريلاند: منح المرأة المتزوجة الحق بالتحكم في دخلها الخاص المكتسب.
- ولاية ماريلاند: منح المرأة المتزوجة الحق بامتلاك الرخص التجارية.
- ولاية ماساتشوستس: منح المرأة المتزوجة الحق بامتلاك الرخص التجارية.